# 天通苑东站
天通苑东站位于中国北京市昌平区天通苑北街道与天通苑南街道交界白坊路与北苑东路交叉口，是北京地铁17号线的地铁车站。
17号线车站于2023年12月30日启用，成为天通苑地区第四座地铁车站，其开通也结束了16年来天通苑只有5号线一条地铁线路通达北京城区的历史；13-18北段贯通线车站预计2025年底启用；17号线支线与主线共用车站，但该支线仍处于规划阶段。

## 历史
本站最初规划为标准岛式车站，2019年因13号线拆分计划及17号线北七家支线规划影响，17号线车站调整为双岛四线车站，并向北移动60米。
2022年1月，17号线天通苑东站主体结构封顶。
2023年12月30日，本站随17号线北段开通运营。
2024年9月26日，13A线天通苑东站主体结构封顶。

## 车站结构
17号线天通苑东站为地下2层（换乘节点为3层）6跨双岛四线车站，长555.9米，宽45.3米，建设中的13A线也将下穿17号线车站，实现T型换乘，换乘节点长31.37米，宽47.9米，深26.117米。
本站17号线站厅中部设有装饰品《万家灯火》，展现城市夜景这一意象。此外，17号线车站上下行站台柱色彩不同，北行（未来科学城北方向）站台为橙色、白色搭配，南行（嘉会湖方向）站台则为深灰色与白色搭配。

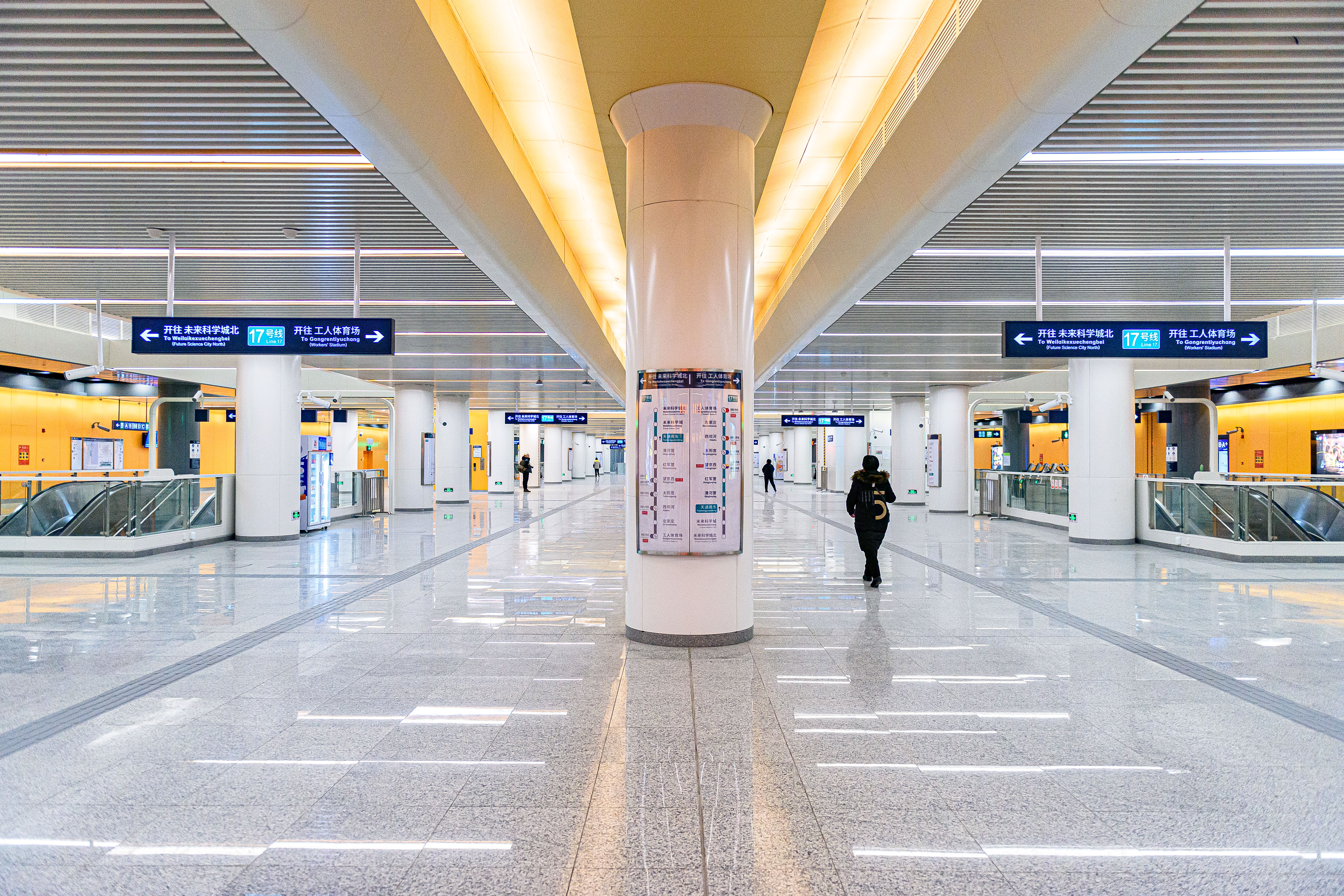
站厅
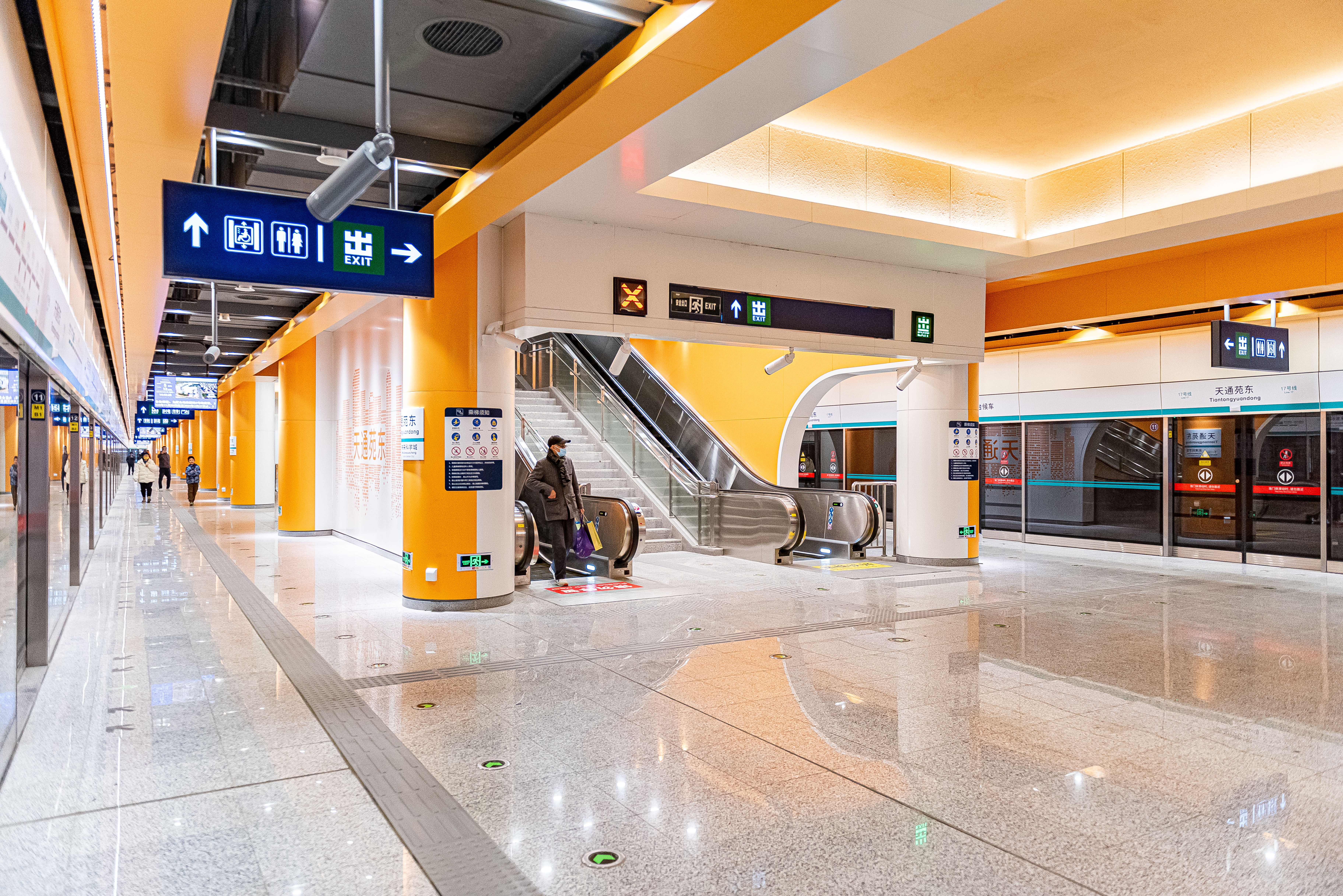
17号线未来科学城北方向站台
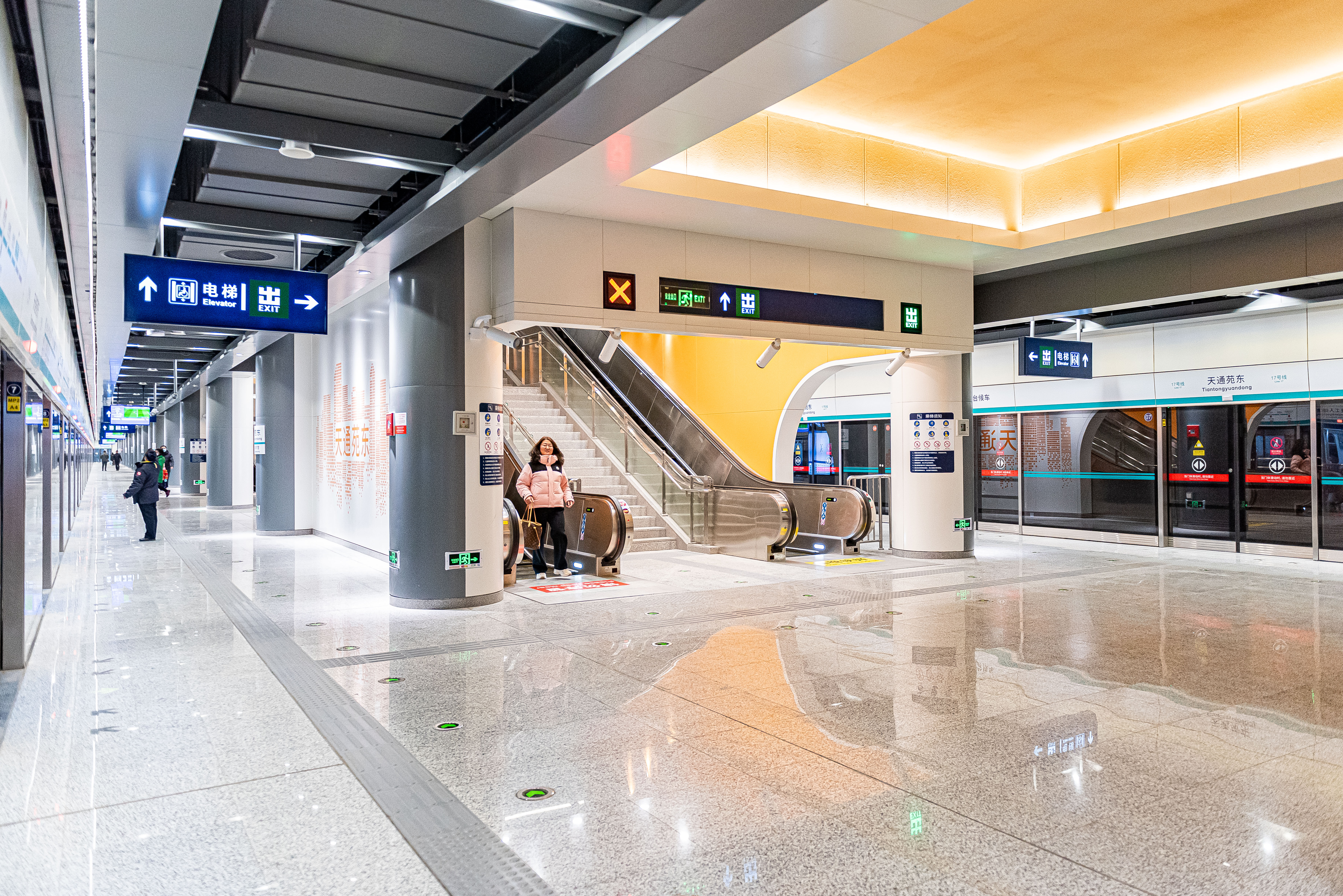
17号线嘉会湖方向站台

| 地面层          | 街道                                    | A-D出入口                                      |
| 地下一层 站厅层 | 站厅                                    | 问询、票务服务、自助售票、安全检查、进出站闸机 |
| 地下二层 站台层 |                                         | █ 17号线（北段） 往未来科学城北（未来科学城）  |
| 地下二层 站台层 | 岛式站台，左側開門                      |                                                |
| 地下二层 站台层 | 预留轨道                                |                                                |
| 地下二层 站台层 | 预留轨道                                |                                                |
| 地下二层 站台层 | 岛式站台，左側開門                      |                                                |
| 地下二层 站台层 | █ 17号线（北段） 往工人体育场（清河营） |                                                |

- 站厅
- 17号线未来科学城北方向站台
- 17号线嘉会湖方向站台

## 出入口
本站随17号线开通5个出入口，其中C口设有垂直电梯，D1口只有楼梯。
13-18北段贯通线车站预计设2个出入口。
|                       |          |                  |      |                |
|                       |          |                  |      |                |
| 編號                  | 指示     | 建議前往的目的地 | 图片 | 无障碍设施图片 |
| 出口 · A              | 北苑东路 |                  |      | 不適用         |
| 出口 · B              | 北苑东路 |                  |      | 不適用         |
| 出口 · C · 升降机标志 | 北苑东路 |                  |      |                |
| 出口 · D · 1          | 北苑东路 |                  |      | 不適用         |
| 出口 · D · 2          | 北苑东路 |                  |      | 不適用         |
| 註： 設有             |          |                  |      |                |